# Thomas Wernerson
Thomas Wernerson, född 15 juni 1955 i Nässjö, är en svensk före detta fotbollsmålvakt.  
Wernerson började spela fotboll i Handskeryds IF men hans fotbollsuppfostran fortsatte i Åtvidabergs FF, där han debuterade i A-laget som 19-åring. Han flyttade till IFK Göteborg 1981 och gjorde även 9 A-landskamper för svenska landslaget. Han vann även Svenska cupen och UEFA-cupen 1981/1982, samt SM-guld 1982, 1983, 1984 och 1987. Efter sju år lämnade han 1988 över platsen som förstemålvakt till Erik Thorstvedt (som 1989 efterträddes av Thomas Ravelli). Wernerson var inte 33 fyllda, och hade säkert kunnat spela flera år till, men när han och Stig Fredriksson erbjöds att avlösa Anders Bernmar som klubbdirektörer var det en chans Wernerson ville ta, och fortsatte som klubbdirektör i IFK Göteborg fram till 1998.
1987 vann Wernerson i Sveriges Televisions programserie På spåret (premiäråret) tillsammans med Lennart "Hoa-Hoa" Dahlgren och Margareta Söderström. Mellan 1998 och 2016 var han expertkommentator på SVT tillsammans med Mats Nyström och Staffan Lindeborg där han medverkade i ett stort antal sändningar av Fotbollskväll och Sportnytt och även som kommentator av direktsända matcher; han arbetade också med försäljning av konstgräs till bland annat fotbollsplaner.